# Cliffoney
Cliffoney is een plaats in het Ierse graafschap Sligo. De plaats telt 327 inwoners. Cliffoney ligt aan de N15, de hoofdweg van Sligo naar het graafschap Donegal.